# Șestirnea, Șîroke
Șestirnea (în ucraineană Шестірня) este localitatea de reședință a comunei Șestirnea din raionul Șîroke, regiunea Dnipropetrovsk, Ucraina.

## Demografie
Componența lingvistică a localității Șestirnea
     Ucraineană (94,73%)
     Rusă (4,66%)
     Alte limbi (0,61%)
Conform recensământului din 2001, majoritatea populației localității Șestirnea era vorbitoare de ucraineană (94,73%), existând în minoritate și vorbitori de rusă (4,66%).